# エルジュビェタ・クシェシンスカ
エルジュビェタ・クシェシンスカ (ポーランド語: Elżbieta Maria Krzesińska (Duńska)、1934年11月11日 - 2015年12月29日)は、ポーランドの女子陸上競技選手。走幅跳の選手として1952年ヘルシンキオリンピックから3大会連続してオリンピックに出場。メルボルン大会では金メダルを獲得した選手である。ワルシャワ出身。

## 経歴
クシェシンスカはポーランド選手権では走幅跳を7回、80mハードルを1回、五種競技を2回制している。オリンピックでは1952年のヘルシンキオリンピックでに出場し、12位という結果に終わるが、4年後の1956年メルボルンオリンピックでは金メダルを獲得する。さらに4年後の1960年ローマオリンピックでも銀メダルを獲得。2大会連続の表彰台となった。
その他の記録として、1954年のヨーロッパ選手権では3位、同年に開催されたユニバーシアードの前身である、青年学生スポーツ大会では走幅跳と五種競技で金メダル。1956年8月には6.35mの世界新記録を樹立。1959年の第1回ユニバーシアードでも金メダルを獲得。1962年ヨーロッパ選手権ではソ連のタチアナ・シチェルカノワ(Tatyana Shchelkanova)に次いで銀メダルであった。

## 主な実績
| 年   | 大会                 | 場所                         | 種目   | 結果 | 記録  |
| ---- | -------------------- | ---------------------------- | ------ | ---- | ----- |
| 1954 | ヨーロッパ陸上選手権 | ベルン(スイス)               | 走幅跳 | 3位  | 5.83m |
| 1956 | オリンピック         | メルボルン(オーストラリア)   | 走幅跳 | 1位  | 6.35m |
| 1959 | ユニバーシアード     | トリノ(イタリア)             | 走幅跳 | 1位  | 5.94m |
| 1960 | オリンピック         | ローマ(イタリア)             | 走幅跳 | 2位  | 6.27m |
| 1962 | ヨーロッパ陸上選手権 | ベオグラード(ユーゴスラビア) | 走幅跳 | 2位  | 6.22m |